# Achentalstraße 11

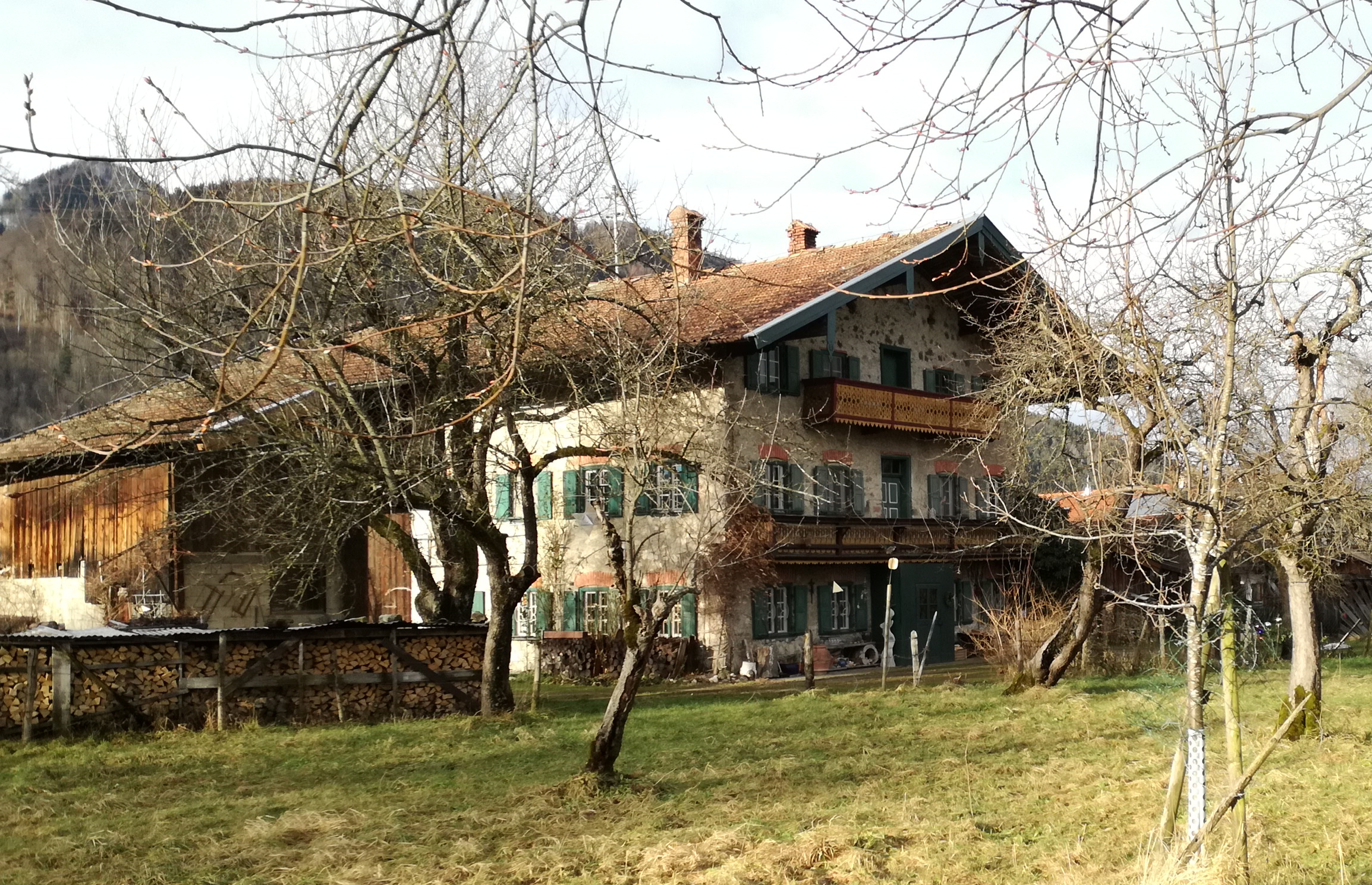
Bauernhaus Achentalstraße 11 in Grassau

Das Gebäude Achentalstraße 11 in Grassau, einer Gemeinde im oberbayerischen Landkreis Traunstein, wurde 1870 errichtet. Das Bauernhaus ist ein geschütztes Baudenkmal.
Der zweigeschossige Mittertennbau mit Hakenschopf und Wiederkehr besitzt einen Wohnteil mit Kniestock in unverputztem Mischmauerwerk. Die Lauben sind mit filigranen Brüstungen versehen. Die sechsfeldrige Haustür, weitere Feldertüren im Inneren und die Türgewände sind erwähnenswert. Der Keller besteht aus zwei parallel liegenden, tonnengewölbten Räumen. 